# モスクワ (ミサイル巡洋艦)
モスクワ（ロシア語: Москва）（1164.1型ミサイル巡洋艦）は、ロシア海軍黒海艦隊にかつて配備されていたミサイル巡洋艦。旧ソ連海軍スラヴァ級ミサイル巡洋艦の一番艦「スラヴァ（ロシア語: Слава）」として建造された。ソビエト連邦の崩壊に伴いソビエト連邦海軍からロシア海軍が継承して黒海艦隊旗艦を務め、艦名は1995年5月16日に「モスクワ」へと変更された。
2022年ロシアのウクライナ侵攻に投入されていた同年4月14日夜、沈没した。他国の正規軍にロシア艦隊旗艦が沈没させられたのは、日露戦争以来初である。ウクライナ軍やアメリカ合衆国国防総省高官は、ウクライナ軍のネプチューン地対艦ミサイルによる攻撃が命中したと主張している。ロシア国防省は、艦内で火災が発生して弾薬が爆発し、目指す港へ曳航中だったが釣り合いを失い沈没したと説明している。

## 艦歴

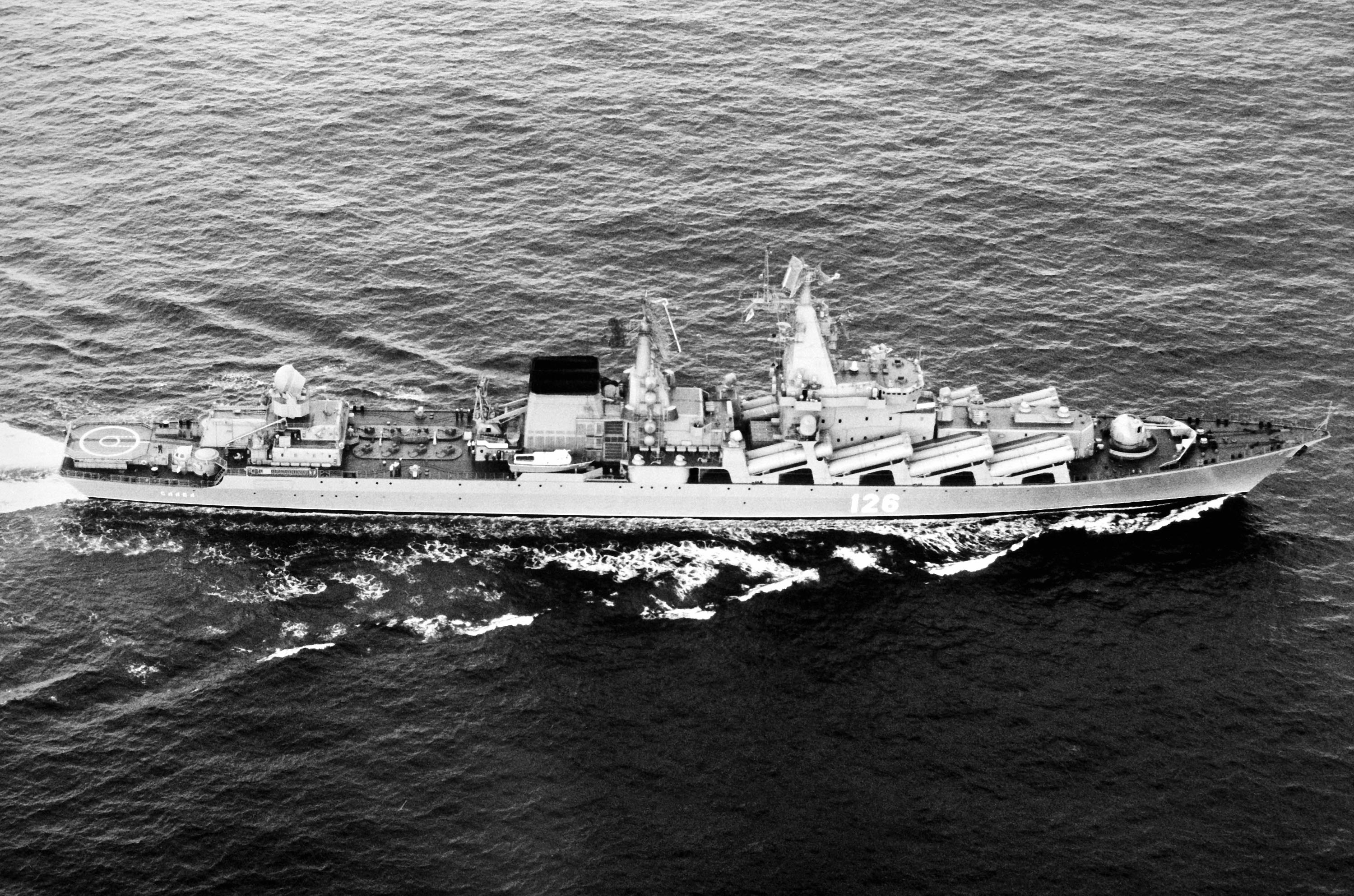
スラヴァ（1983年頃）

### 「スラヴァ」として
スラヴァ級ミサイル巡洋艦はキーロフ級ミサイル巡洋艦の小型版ともいうべき性格を持ち、味方海上部隊を掩護しつつ、敵空母機動部隊を攻撃する能力を持つ。このため多彩な兵装を備えている。栄光を意味するスラヴァという艦名は、ロシア帝国海軍のボロジノ級戦艦「スラヴァ」、ソ連海軍のマクシム・ゴーリキー級巡洋艦「スラヴァ」（当初の艦名はモロトフで、反党グループ事件によりモロトフ外相が失脚すると1957年にスラヴァと改名）に続き、3代目である。
「スラヴァ」はウクライナ・ソビエト社会主義共和国ムィコラーイウの六一公社社員造船工場の445造船所で建造された。1976年11月6日に起工され、1979年7月27日に進水。1982年12月30日に竣工した。1983年2月7日、黒海艦隊第30師団第150ミサイル艦旅団に編入。1984年9月にセヴァストポリに着いた。
1986年11月18日から22日の間、ギリシャのピレウスに寄港した。
「スラヴァ」はソ連指導者ミハイル・ゴルバチョフと米国大統領ジョージ・H・W・ブッシュの間で行われたマルタ会談（1989年11月2日-3日）で任務を果たした。ソ連の代表団は「スラヴァ」を使用し、米国代表団はアメリカ海軍のミサイル巡洋艦「ベルナップ」で寝泊まりした。「スラヴァ」はマルサシュロック沖の停泊地に錨を下ろした。大荒れの天気と荒波によって一部の会合は中止となるか延期され、国際メディアは会談に「船酔いサミット」というあだ名を付けた。結局、会談はマルサシュロック湾に停泊したソビエトのクルーズ客船「マクシム・ゴーリキー」上で行われた。
「スラヴァ」は1990年12月に改装のためにムィコラーイウへ戻り、修理は（ソ連崩壊後の）1998年末まで続いた。

### 「モスクワ」への改名後

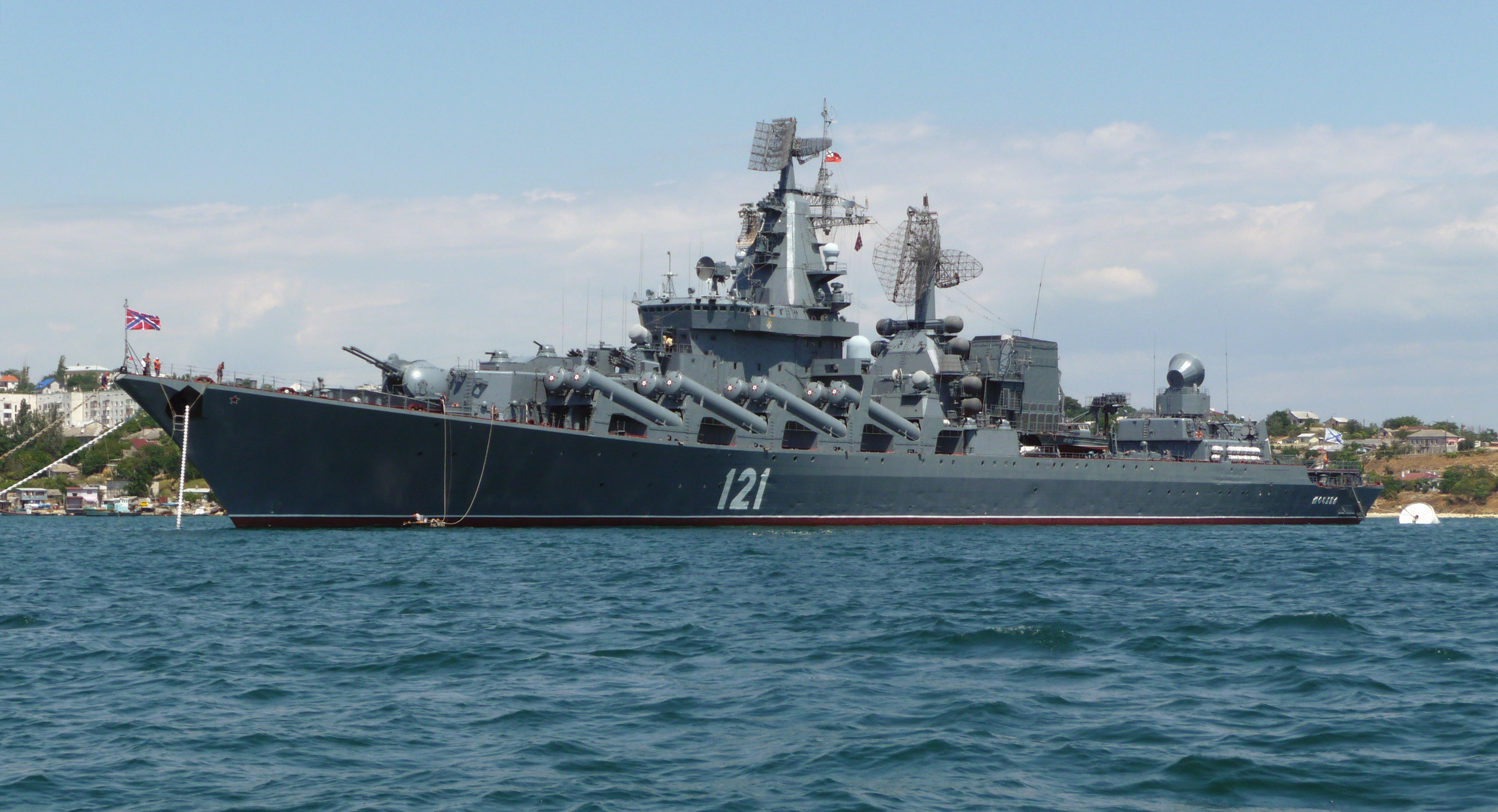
2009年のモスクワ

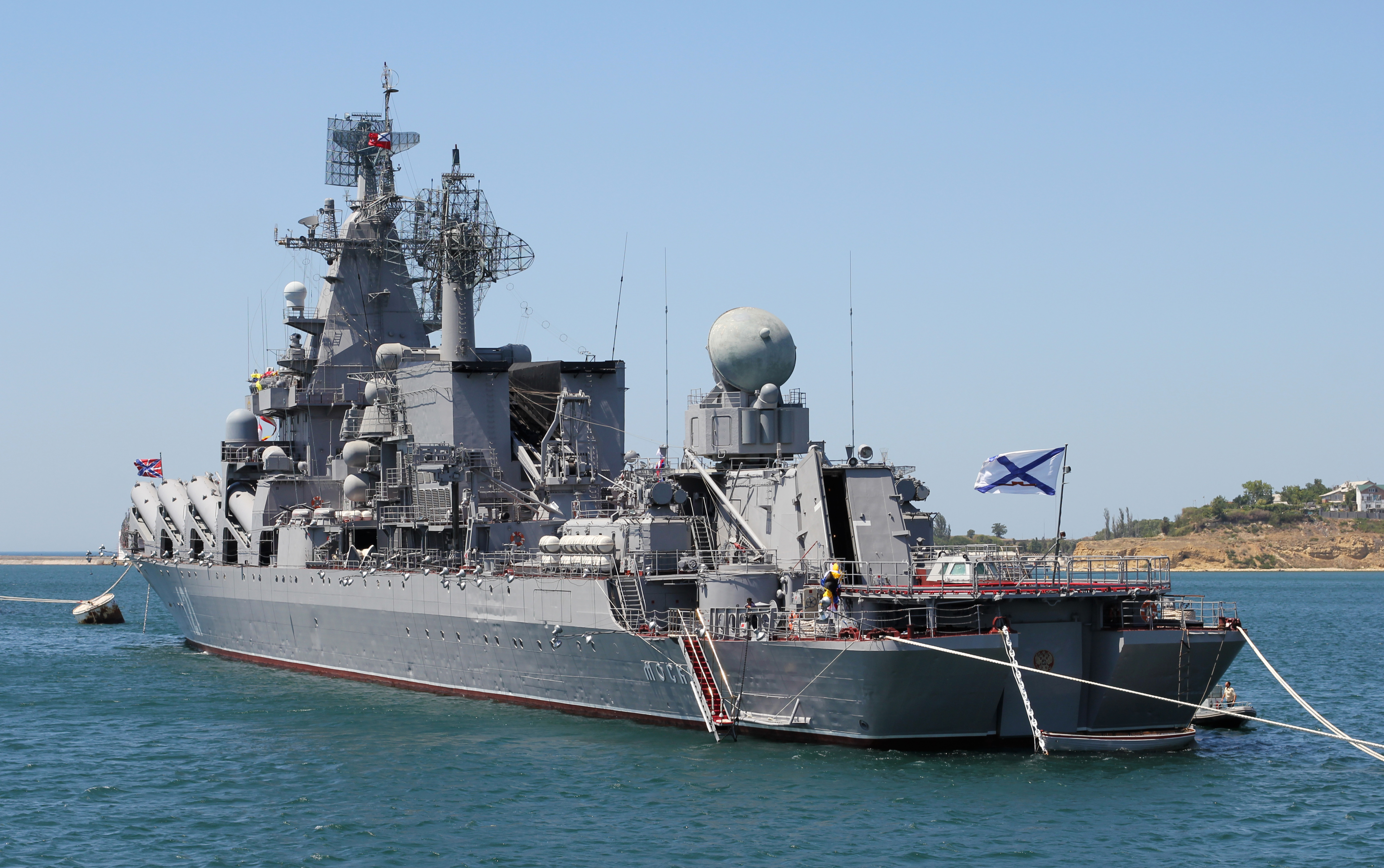
2012年のモスクワ

1995年5月16日、「モスクワ」に改名された。
2000年4月に再就役し、キンダ型巡洋艦「アドミラル・ゴロフコ」に代わって黒海艦隊旗艦となった。
2001年にはフランス、チュニジア、イタリアを、2002年にはフランスとシリアを訪問した。
2003年4月初め、「モスクワ」とロシア軍哨戒艦艇「プイトリーヴイ」、ミサイル駆逐艦「スミトリヴイ」、揚陸艦がインド洋での太平洋艦隊任務部隊（マールシャル・シャーポシュニコフとアドミラール・パンチェレーエフ）およびインド海軍との合同演習のためにセヴァストポリを出発した。部隊は1559V計画タンカー「イワン・ブブノフ」と、712計画外洋航行タグボート「シャフチョール」による支援を受けた。
「モスクワ」は2004年10月にマルタのグランド・ハーバーに寄港し、黒海艦隊の合奏団がバレッタの地中海会議場での演奏会で演奏した。2008年と2009年、地中海に立ち寄り、ロシア海軍北方艦隊の艦船との海軍演習に参加した
。
2008年8月、ロシアのジョージア侵攻の支援として、「モスクワ」は黒海の制海権を確保するために配備された。短い水上交戦の間に、ジョージア海軍は「モスクワ」にミサイルを1発着弾させたと主張したが確認されていない（アブハジア沖海戦）。ロシアがアブハジアの独立を承認した後、「モスクワ」はアブハジアの首都スフミに停泊した。
2009年12月3日、定期的な総点検（冷却装置やその他の機械の交換、船底と船外付属品、推進シャフト、スクリューの再生、船底および船体の水上部分の洗浄と塗装）のために1カ月間浮きドックPD-30に入った。
2010年4月、演習のためにインド洋のその他の海軍部隊に合流すると報じられた。2013年8月、キューバのハバナを訪れた。
2013年8月末、シリア沿岸での米国軍艦の増強に対応して地中海に配置された。背景については「シリア内戦#ロシア」を参照。
2014年クリミア危機では、ドノズラフ湖でウクライナ艦隊を封鎖した。
2014年9月17日、地中海に配置され、警備艦「プイトリーヴイ」と交代した
。
2015年7月、ロシアとアンゴラの国交樹立40周年を記念して、アンゴラの首都ルアンダを訪れた。2015年9月の終わりから、東地中海において、ロシア連邦航空宇宙軍によるシリア空爆を実行してるラタキア近くのロシア軍の航空部隊のための防空を統括した。2015年11月25日、トルコ空軍によるロシア軍爆撃機撃墜事件の後、S-300F地対空ミサイルシステムで武装した「モスクワ」がシリア-トルコ海岸国境近くに配置される、と報じられた。2016年、東地中海で姉妹艦「ヴァリャーク」と交代した。2016年7月22日、ナヒーモフ勲章を授与された。
2016年1月に任務から戻ると、修理と改良のためセヴァストポリにてドック入りしたが、資金不足のため2018年7月時点では、将来は不明なままであった。
2019年6月、いくつかの戦闘システムと主推進装置の試験を行っていた黒海のセヴァストポリ港を出港した。
2020年7月3日、修理とメンテナンスを完了し、2040年まで就航し続けることが可能となった。修理後初の出港は2020年8月に予定されたが、実際には2021年2月になってようやく配備のための準備を開始した。2021年3月に海洋で演習を行ったと報じられた。

## 2022年ロシアのウクライナ侵攻と喪失

### ズミイヌイ島攻撃

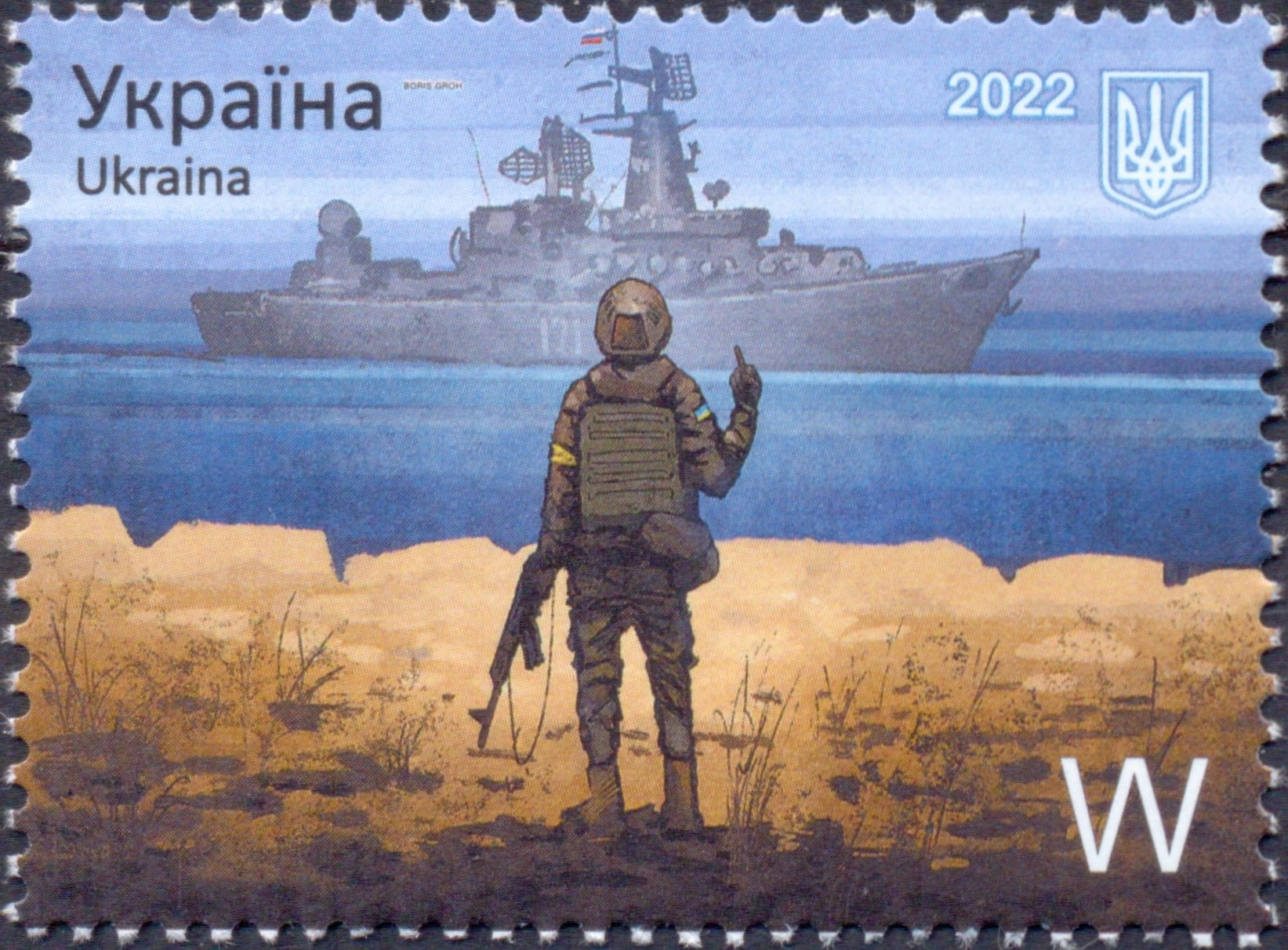
「ロシアの軍艦よ、くたばれ」を題材としたウクライナの切手。巡洋艦モスクワに中指を立てるウクライナ兵が描かれている。沈没の2日前に発行された。

2022年2月、モスクワは2022年ロシアのウクライナ侵攻に参加するためセヴァストポリを出港した。その後、哨戒艦ワシリー・ビコフと共に、黒海西部にあるズミイヌイ島攻撃でウクライナ軍に対して使用された。モスクワはズミイヌイ島の守備隊に対して無線で呼び掛け、降伏を要求したが、守備隊は「ロシアの軍艦よ、くたばれ」と返答した。この後、ズミイヌイ島との全ての通信が跡絶え、13名のウクライナ守備兵が捕虜となった。

### 沈没
2022年4月13日、ウクライナ大統領補佐官オレクシー・アレストヴィチとオデッサ州知事マクシム・マルチェンコは、モスクワが2発のネプチューン対艦ミサイルに被弾し、海上で火災が発生している、と述べた。2発のミサイルは60～65海里沖合にいた巡洋艦モスクワへ、オデーサまたはその近くから発射されたようである。巡洋艦モスクワは三段重ねの防空システムを装備しており、適切に操作されれば、3つのネプチューンミサイルの攻撃に対して防御できる。ウクライナの情報源は、この攻撃がバイラクタル TB2無人攻撃機による支援を受け、モスクワの防御網が乱された、と報じた。4月14日、ウクライナ南部司令部は、モスクワが転覆し、沈み始めている、と主張した。
リトアニア国防相アルヴィーダス・アヌシャウスカスは、巡洋艦モスクワから着弾後すぐに遭難信号が送信された、と主張した。
2022年4月14日、アメリカ合衆国国防総省報道官ジョン・カービーは、画像は艦がかなりの爆発とその後の「大きな火災」によって損害を受けていることを示している、と述べた。爆発の原因は不明であった。乗組員はその他の船に移された。船上で火災が発生しているモスクワは修理のためにセヴァストポリ港へ向かっているように見えた。船が自身の動力で動いているのか、曳航されているのかは不明であった。
ロシア国防省は、火災は弾薬の爆発が原因で、艦が深刻な損傷を受けており、乗組員は完全に退避した、と述べたが、ウクライナの攻撃について言及しなかった。ロシア国防相は4月14日、巡洋艦モスクワのミサイルシステムは損害を受けておらず、火災は乗組員によって封じ込められ、船を港へ曳航する努力が進行中である、と付け加えた。その日の後になって、ロシア国防相は、悪天候での曳航中に沈没した、と述べた。ロシアの主張が正しいとすれば、最後に黒海艦隊旗艦が破壊されたのは戦艦「インペラトリッツァ・マリーヤ」が爆発した1916年（ロシア帝国も参戦していた第一次世界大戦中）のことである。
ウクライナの主張が正しいとすれば、海戦史に残る出来事である。艦は排水量12,490トンであり、第二次世界大戦以後に敵の攻撃によって沈められた最大の戦闘艦となる。同程度の大きさの軍艦が沈められたのは、フォークランド紛争でイギリス海軍の原子力潜水艦によって沈められたアルゼンチン海軍の巡洋艦「ヘネラル・ベルグラノ」（元アメリカ海軍軽巡「フェニックス」）以来である。また、ソ連海軍の戦艦マラートが独ソ戦時にドイツ軍によって損害を受けた1941年以降に敵から損害を受けた最大のロシア艦船である。
米国国家安全保障問題担当大統領補佐官ジェイク・サリバンは、モスクワのサーガ（物語）が「ロシアにとって大きな打撃となった」と述べ、「モスクワは2つの物語のどちらかを選ぶことを余儀なくされた。1つの物語は『単に故障であった』とするもの、もう1つは『攻撃を受けた』とするものである。そしてどちらもあまりよい結末ではない」と語った。対照的に、ロシアの軍事アナリスト、アレクサンドル・クラムチキンは「（艦はかなり古く）実戦的な価値よりも立場的な価値が高く、概して、今回の作戦とは関係がない。戦争行為の行方に何の影響も与えない。」と主張した。
日本の軍事ジャーナリストの黒井文太郎は「一番の問題は、ウクライナ軍が対艦ミサイルを運用できることが初めて証明されたこと。（ウクライナのネプチューン対艦ミサイルは）射程300 kmと言われているので、ロシア海軍としては300 kmよりも近付くことは危険だと証明された」、「（ロシア側は）例えば揚陸艦で揚陸し、基地に着けて地上部隊を送り込むなどといった作戦は今後、難しくなる」と指摘した。
アメリカ国防総省の高官は、（旗艦の）モスクワで爆発が起きたことでウクライナ南部オデーサ沖で活動していた（沈没した旗艦モスクワ以外の）ロシア軍の艦艇5隻ほどが（オデーサ沖から、遠方へと）遠ざかった、とも明かした。
その後2022年12月13日にウクラインスカ・プラウダが報じたところによると、ウクライナ軍が攻撃を敢行した時点でモスクワが航行していた位置はウクライナ沿岸から120km沖合の位置で、超水平線レーダーを保有していないウクライナ軍が、レーダーでモスクワの所在位置を探知することは本来不可能であったほか、攻撃直後に喧伝されていたバイラクタル TB2による支援は実際のところ悪天候のため行われておらず、一部で報じられた西側諸国による偵察支援・情報提供もなかった。しかし、4月13日はラジオダクトと呼ばれる電波の異常伝播現象が発生して通常のレーダーでも限定的な超水平線探知が可能な状態となっており、同日16時ごろ沖合120kmに大型艦と思しきレーダー反応を捉えたため、ネプチューン対艦ミサイル2発を発射したところ全弾命中した。前述の悪天候はモスクワがネプチューン対艦ミサイルを被弾したと推定される時刻ごろからさらに悪化しており、ロシア軍による救援活動もウクライナ軍による戦果確認も難しくする結果となった。
ロシア軍が飛来するネプチューン対艦ミサイルを探知できなかった背景としては、そもそもネプチューン対艦ミサイルがシースキミングを行うため探知しにくい上、ロシア軍が把握していたウクライナ軍が保有するレーダーの通常の探知範囲を大きく外れた場所を航行していたことから油断しており、モスクワに搭載されたS-300F「フォールト」艦隊防空システムの火器管制レーダーを作動させていなかったのではないかと考えられている（実際、沈没直前のモスクワを撮影した画像に、S-300Fの火器管制レーダーが通常状態のままになっている様子が写っていた）。なおネプチューン対艦ミサイルを装備する大隊が全力射撃を行った場合一度に最大24発の発射が可能であるが、2発のみ発射したのは特異な状況での超水平線探知の結果に疑問がぬぐい切れなかったため、試し撃ちとして2発のみ発射した可能性が示唆されている。
ただしこの報道が事実であった場合、あまりにも偶然性が強い状況で攻撃が成功したことになるため、ウクライナ軍が実際の探知手段を隠蔽するために行った情報操作である可能性も否定はできない。

#### ロシア軍の報復
ネプチューン対艦ミサイルによるモスクワ沈没をロシア国防省は認めていないものの、4月15日にはキーウ（キエフ）郊外にあるネプチューン製造工場が海上からの長距離ミサイル攻撃により深刻な損害を受けた。3月下旬のキーウ地域からのロシア軍撤退以来2週間以上のこの地域は攻撃を受けておらず、この攻撃はモスクワ沈没の報復だと受け止められた。

#### 死傷者情報の錯綜
ロシア国防省がモスクワの全乗組員が救助されたと主張し死傷者に言及しない一方、乗組員の息子と連絡が取れないという親がいると露独立系メディアが報じており、ロシア最大のソーシャル・ネットワーキング・サービス（SNS）であるフコンタクテでは「連絡の取れないモスクワ乗務員の息子」の情報を求めて乗務員の母親や親族と称する利用者たちが「乗務員」の写真と共に情報提供のお願いを掲載し始めた。また家族の多くは「モスクワ」には徴集兵は乗務していないと聞かされており、連絡の取れない船員には徴集兵が含まれている事や、情報の少なさに、これが沈没した原子力潜水艦クルスクの二の舞になるのではないかと家族たちは恐れていると伝えられた。
一方で「乗組員は全員避難した」にもかかわらず、4月16日にはクリミア半島のセヴァストポリにあるロシア海軍300周年記念碑で非公式な追悼式が行われ、ロシア当局が公開した動画には予備役（大佐）セルゲイ・ゴルバチョフやロシア正教長司祭ゲオルギー・プロヤコフ、「モスクワと乗組員たちへ」と書かれたリボン付きの花輪や花を捧げる民間人の姿が映し出されていた。
また同日の16日にはモスクワに乗務していたとされる乗組員約100人が映った「生存を示す」という26秒のビデオもロシア国防省によって公開された。陸上で撮影されたそのビデオにはロシア海軍の最高司令官ニコライ・エヴメノフ提督が乗組員に話しかける場面も収録されていたが、音声は消されており、撮影日時も不明とされた。
モスクワ艦長であるアントン・クプリン大佐についても、ウクライナ内務省顧問はネプチューンの攻撃による爆発と火災中に戦死したと主張する一方、ロシア国防省はクプリン艦長の消息についてまったく言及をせず、情報が錯綜した。
4月19日にはザ・モスクワ・タイムズが、乗組員家族が掲載したSNS情報や地元メディア報道から死亡または行方不明情報が確認されたという船員の略歴と写真をウェブサイトに掲載し始めた。
4月22日、ロシア国防省は初めて死傷者に言及し、死者1名、行方不明者が27人、退避者396人と発表した。
11月3日、セヴァストポリの裁判所が行方不明者17名の死亡を宣告したことが報じられた。事件の申請者は軍事部隊42948の司令官と、犠牲者の両親である。ロシア連邦民法第45条によると、戦闘任務中に行方不明になった軍人は終戦後2年以内に死亡を認められる。つまり、軍事行動の結果として死亡宣告を受けなかったこととなる。船は火災と弾薬の爆発の結果として沈没したため、近親者は「特別軍事作戦」に関する命令ではなく、「兵役の遂行中」の軍人の死亡に関連して法律で規定された支払いを請求できると説明された。

#### 沈没後の艦体
軍事機密を保持したまま沈没したモスクワの引き上げのために、黒海艦隊からコムーナを含む8隻の引き上げ船による部隊が現場に向かっていると報じられた。
一方、ウクライナ側はレズニコフ国防相が沈没直後の4月15日に「黒海に新たなダイビングスポットができた」とTwitterで発言したほか、政府が沈没したモスクワを水中文化遺産に登録した。これには黒海の管轄権や戦果の誇示といった目的があるとみられるが、沈没後100年以上経過していることという原則に反するとの批判もある。